# Night of the Demons 2
Night of the Demons 2 (Conocida en México como La noche de los demonios 2) es una película de terror de 1994 dirigida por Brian Trenchard-Smith. Protagonizada por Cristi Harris, Johnny Moran, Amelia Kinkade, Merle Kennedy, Robert Jayne, Zoe Trilling, Christine Taylor, Ladd York, Rick Peters, Darin Heames, Jennifer Rhodes y Rod McCary.

## Argumento
En un colegio católico, unos adolescentes son castigados de asistir a la fiesta de Halloween por la hermana Gloria, pero los adolescentes deciden escapar esa noche e ir a Hull House, una mansión donde años atrás sucedieron varios asesinatos. Al llegar al lugar, los chicos rondan por el lugar sin saber que Angela, la chica demonio culpable de la masacre ocurrida años atrás, está en la casa. Cuando los jóvenes se retiran del lugar, Bibi, una de las chicas, se lleva un lápiz labial, donde Angela se oculta. Al llegar de nuevo al colegio, Angela sale de su escondite dispuesta para asesinar a los jóvenes estudiantes e ir por su hermana Melissa.

## Trama
Han pasado seis años desde los eventos en Hull House en Halloween, y muchos de los cuerpos que quedaron en Hull House fueron recuperados excepto el de Angela; Persiste el rumor de que descendió en cuerpo al infierno. Resulta que sus padres se suicidaron cinco años después de recibir una tarjeta de Halloween con la firma de Angela. Un año después, su hermana Melissa, apodada 'Mouse' (Merle Kennedy), se aloja ahora en la Academia St. Rita, un internado católico para adolescentes con problemas. Con frecuencia tiene pesadillas con su hermana. Los rumores se extendieron por la escuela con respecto a Mouse, iniciados por la bravucona de la escuela, Shirley (Zoe Trilling). Sin embargo, la monja jefa de la escuela, la hermana Gloria (Jennifer Rhodes), intenta ponerle fin.
Sin embargo, Shirley, después de ser expulsada del baile de Halloween de la escuela por luchar en las canchas de tenis con Kurt (Ladd York), decide tener su propia fiesta de Halloween en Hull House completa con Mouse y (como broma) simula realizar el sacrificio ritual que aprende de robar un libro de rituales demoníacos del cerebro de la escuela, Perry (Robert Jayne). Junto con su novio Rick (Rick Peters) y Z-Boy (Darin Heames), engaña a Johnny (Johnny Moran), la novia de Johnny, Bibi (Cristi Harris), la amiga de Bibi, Terri (Christine Taylor) y Kurt (Ladd York) para conseguir a Mouse para ir con ellos a Hull House, despertando a Angela ahora demonizada. Después de algunos incidentes extraños, el grupo huye de la casa, menos Z-Boy, quien es poseído y violado por Angela en el ático.
Bibi saca de la casa un tubo de lápiz labial que adquiere una vida infernal. Rápidamente posee a Shirley y, uno por uno, Rick, Z-Boy, Terri y Kurt son poseídos y / o asesinados por la demoníaca Angela (aunque Terri se salva cuando la Hermana Gloria exorciza al demonio dentro de ella con Agua Bendita). El plan de Angela es sacrificar a Mouse al diablo para demostrar su devoción por él. La hermana Gloria, Johnny, Bibi, el padre Bob (Rod McCary) y Perry regresan a Hull House en un intento por rescatar a Melissa. Una vez que llegan a la casa, los cinco se separan y el padre Bob es rápidamente asesinado por el demoníaco Rick. Johnny es salvado por Perry del demoníaco Kurt. Desafortunadamente, Perry es asesinado por Z-Boy. Con el agua bendita que trajo el grupo, Bibi, Johnny y la hermana Gloria matan a los demonios restantes, a excepción de Angela.
Después de acabar con los demonios, los tres supervivientes encuentran a Melissa durmiendo en un altar. Ángela y la hermana Gloria debaten sobre lo que es la verdadera fe con Ángela diciendo "La verdadera fe puede mover montañas, tu fe ni siquiera puede mover un ratón". Angela luego decapita a la hermana Gloria, pero la hermana en realidad baja la cabeza hacia su hábito y sobrevive. Con un último truco para salvar a Melissa y los demás, la hermana Gloria acepta ocupar su lugar en el altar. Angela luego le entrega la espada a Melissa, prometiéndole una gran fuente de poder si mata a la hermana Gloria. Sin embargo, Melissa cambia las tornas y apuñala a Angela en su lugar. La hermana Gloria remata a Angela con un súper remojo lleno de agua bendita. Mientras los cuatro intentan irse, Angela los enfrenta de nuevo, que ha tomado la forma de Lamia. Angela los ataca pero Johnny logra hacer un agujero en la pared en forma de cruz. La luz del sol en forma de cruz cae sobre Angela y estalla. Con Angela y sus secuaces muertos, la hermana Gloria, Melissa, Bibi y Johnny salen de la casa y regresan a la escuela donde son recibidos por todos los presentes. Pero antes de que termine la película, se ve a una estudiante encontrando el lápiz labial demoníaco que se convierte en una serpiente y la ataca.

## Reparto
- Cristi Harris        ... Bibi
- Johnny Moran         ... Johnny
- Amelia Kinkade       ... Angela Franklin
- Merle Kennedy        ... Mouse / Melissa Franklin
- Robert Jayne         ... Perry
- Zoe Trilling         ... Shirley Finnerty
- Christine Taylor     ... Terri
- Ladd York            ... Kurt
- Rick Peters          ... Rick
- Darin Heames         ... Z-boy
- Jennifer Rhodes      ... Hermana Gloria
- Rod McCary           ... Padre Bob
- Mark Neely	   ... 	Albert
- Rachel Longaker	   ... 	Linda
- James W. Quinn	   ... 	Voz demoniaca de Angela (voz)